# Vitali Verheles
Vitali Verheles –en ucraniano, Віталій Вергелес– (Leópolis, URSS, 15 de noviembre de 1989) es un deportista ucraniano que compite en piragüismo en la modalidad de aguas tranquilas.
Ganó cinco medallas en el Campeonato Mundial de Piragüismo entre los años 2015 y 2023, y cinco medallas en el Campeonato Europeo de Piragüismo entre los años 2012 y 2021.

## Palmarés internacional
| Campeonato Mundial | Campeonato Mundial          | Campeonato Mundial | Campeonato Mundial |
| Año                | Lugar                       | Medalla            | Competición        |
| ------------------ | --------------------------- | ------------------ | ------------------ |
| 2015               | Milán (Italia)              | Medalla de plata   | C4 1000 m          |
| 2017               | Račice (República Checa)    | Medalla de bronce  | C4 1000 m          |
| 2021               | Copenhague (Dinamarca)      | Medalla de oro     | C4 500 m           |
| 2022               | Halifax (Canadá)            | Medalla de bronce  | C4 500 m           |
| 2023               | Duisburgo (Alemania)        | Medalla de bronce  | C4 500 m           |
| Campeonato Europeo |                             |                    |                    |
| Año                | Lugar                       | Medalla            | Competición        |
| 2012               | Zagreb (Croacia)            | Medalla de bronce  | C2 500 m           |
| 2013               | Montemor-o-Velho (Portugal) | Medalla de bronce  | C4 1000 m          |
| 2016               | Moscú (Rusia)               | Medalla de plata   | C4 1000 m          |
| 2016               | Moscú (Rusia)               | Medalla de bronce  | C2 500 m           |
| 2021               | Poznań (Polonia)            | Medalla de bronce  | C2 500 m           |